# Sträv nejlikrot
Sträv nejlikrot (Geum hispidum) är en art i familjen rosväxter. Arten förekommer i Sverige sällsynt från Blekinge till Östergötland, med de flesta förekomsterna i östra Småland. I övrigt ligger närmaste fyndplats i Spanien. Arten växer i beteshagar, ängsmarker eller i vägkanter.
Arten är en strävhårig, flerårig ört som kan bli upp till fyra decimeter hög. Stjälkarna är upprätta, vanligen brunröda upptill och har gula styva hår. Bladen är mörkt gröna, de övre är parflikiga och har ganska korta, upp till en centimeter långa stipler. Basalbladen är strävt håriga och har en vanligen treflikig ändflik. Sträv nejlikrot blommar i juli med mörkt gula blommor. Blommornas kronblad är knappt en centimeter långa.

## Synonymer
Geum albarracinense Pau
Geum ceretanicum Sennen nom. nud.
Geum ceretanum Sennen
Geum hispidum subsp. albarracinense (Pau) Sennen
Geum paui Cadevall